# Francesco Scaramuzza
Pour les articles homonymes, voir Scaramuzza.
Francesco Scaramuzza  (Sissa, 14 juillet 1803 - Parme, 20 octobre 1886)  est un peintre italien qui fut actif au XIXe siècle, célèbre pour avoir illustré entièrement l'œuvre majeure de Dante Alighieri, La Divine Comédie.

## Biographie
Francesco Scaramuzza  s'inscrit jeune à l'Accademia di Belle Arti de Parme et en  1826 il obtient une bourse pour passer trois années à Rome.
Revenu à Parme il peint plusieurs retables pour la duchesse de Parme  Marie-Louise d'Autriche (La Presentazione al Tempio, San Rocco guarisce gli appestati, Santa Filomena, la Vergine col Bambino e Sant ’Ilario) dans la chapelle de la Chiesa di Santa Maria del Quartiere. 
Il réalise une première œuvre sur le thème de  Divine Comédie de Dante en 1836 par La Mort du comte Ugolino qu'il montre dans une exposition milanaise au Palazzo Brera, une peinture à l'huile aujourd'hui perdue. Cette œuvre suscite l'admiration du public et l'encourage à illustrer l'entière œuvre de Dante : il exécute plusieurs cartons et veut les exposer dans le couloir du palais de l'université mais, malgré l'admiration que lui porte le baron Vincenzo Mistrali, alors ministre ducal des finances, il n'en obtient pas l'autorisation. Il se tourne alors vers le bibliothécaire Angelo Pezzana pour décorer une des salles de la bibliothèque Palatine (qui se nomme aujourd'hui pour cette raison, la Sala Dante). Il réalise également plusieurs fresques à sujet mythologique pour le Museo Archeologico.
Le gouverneur ducal de Parme, Luigi Carlo Farini, qui veut célébrer le six-centième anniversaire de la naissance de Dante, lui confie alors le soin d'illustrer entièrement une nouvelle édition de la Divine Comédie. 
Il commence son grand œuvre en 1838, ne s'arrête qu'une année affecté par la mort de sa jeune épouse qui lui avait donné quatre enfants (Elisa, Emilia, Adele et Silvio). 
En 1865,  Scaramuzza n'a pas terminé l'ensemble des illustrations de la totalité de l'œuvre et seulement 75 cartons représentant l'Enfer sont présentés à Florence.
Il termine son projet monumental seulement en 1876, 50 années après l'avoir commencé.
Cecrope Barilli a été un élève de Francesco Scaramuzza.

## Œuvres
- Illustration  de la Divine Comédie de Dante, en 243 cartons (1836-1876) destinés à une édition spéciale de l'ouvrage :
  - 73 pour les 34 chants de l'Enfer,
  - 120 pour les 33 chants du Purgatoire,
  - 50 pour les 33 chants du Paradis.
- Paolo e Francesca (1859), encre de Chine à la plume sur carton, collection privée, Parme.
- Cupidon et Psyché, craie

Fresques :
- Voûte du  tempietto di Selvapiana à Canossa (en l'honneur de Pétrarque) :
  - Laura,
  - L’Amabilità e la Gloria,
  - L’Allegoria dell ’Amore,
  - Amore di Virtù,
  - L’Allegoria della Pace.

Retables :
- Présentation au Temple,
- Saint Roch guérissant les pestiférés,
- Sainte Philomène,
- Vierge à l'Enfant et saint Hilaire,
- L’Addolorata,  chiesa dei SS.Pietro e Paolo in Campegine .